# Olympische Sommerspiele 1996/Radsport
Bei den Olympischen Sommerspielen 1996 in der US-amerikanischen Metropole Atlanta wurden 14 Wettbewerbe im Radsport ausgetragen.

## Männer

### Bahn

#### Sprint
| Platz | Athlet          | Land | Punkte |
| ----- | --------------- | ---- | ------ |
| 1     | Jens Fiedler    | GER  | 2:0    |
| 2     | Marty Nothstein | USA  | 0:2    |
| 3     | Curt Harnett    | CAN  | 2:0    |

24. bis 28. Juli

#### 1000 m Zeitfahren
| Platz | Land | Athlet           | Zeit         |
| ----- | ---- | ---------------- | ------------ |
| 1     | FRA  | Florian Rousseau | 1:02,712 min |
| 2     | USA  | Erin Hartwell    | 1:02,940 min |
| 3     | JPN  | Takanobu Jumonji | 1:03,261 min |

24. Juli 

Der amtierende Weltmeister Shane Kelly aus Australien war bei diesem Wettkampf als klarer Favorit an den Start gegangen. Kelly startete als letzter Fahrer dieses Wettkampfes. Nach der Freigabe rutschte er auf den ersten 50 cm der Strecke aus seinem linken Pedal und es gelang ihm mit Mühe einen Sturz zu vermeiden. Allerdings war für einen solchen Zwischenfall im Reglement kein erneuter Start vorgesehen und Kelly konnte seiner Favoritenrolle nicht gerecht werden.  

#### 4000 m Einerverfolgung
| Platz | Land | Athlet             | Zeit         |
| ----- | ---- | ------------------ | ------------ |
| 1     | ITA  | Andrea Collinelli  | 4:20,893 min |
| 2     | FRA  | Philippe Ermenault | 4:22,714 min |
| 3     | AUS  | Bradley McGee      | 4:26,121 min |

24. bis 26. Juli 

Der amtierende Vizeweltmeister Andrea Collinelli aus Italien hatte in der Qualifikation mit 4:19,699 min einen neuen Weltrekord aufgestellt, den er anschließend im Viertelfinale auf 4:19,153 min verbesserte. Mit seiner etwas schwächeren Finalzeit blieb er bei den olympischen Wettbewerben insgesamt dreimal unter der alten Bestmarke von 4:20,894 min des Briten Graeme Obree, der als Weltmeister in der Qualifikation gescheitert war.

#### Punktefahren (50 km)
| Platz | Land | Athlet            | Punkte |
| ----- | ---- | ----------------- | ------ |
| 1     | ITA  | Silvio Martinello | 37     |
| 2     | CAN  | Brian Walton      | 29     |
| 3     | AUS  | Stuart O’Grady    | 27     |

28. Juli

#### 4000 m Mannschaftsverfolgung
| Platz | Land | Athleten                                                               | Zeit         |
| ----- | ---- | ---------------------------------------------------------------------- | ------------ |
| 1     | FRA  | Christophe Capelle Philippe Ermenault Jean-Michel Monin Francis Moreau | 4:05,930 min |
| 2     | RUS  | Eduard Grizun Nikolai Kusnezow Alexei Markow Anton Schantyr            | 4:07,730 min |
| 3     | AUS  | Brett Aitken Stuart O’Grady Tim O’Shannessey Dean Woods                | k. A.        |

26. bis 27. Juli

### Straße

#### Straßenrennen (222 km)
| Platz | Land | Athlet              | Zeit      |
| ----- | ---- | ------------------- | --------- |
| 1     | SUI  | Pascal Richard      | 4:53:56 h |
| 2     | DEN  | Rolf Sørensen       | 4:53:56 h |
| 3     | GBR  | Maximilian Sciandri | 4:53:58 h |

#### Einzelzeitfahren (52,2 km)
| Platz | Land | Athlet          | Zeit      |
| ----- | ---- | --------------- | --------- |
| 1     | ESP  | Miguel Indurain | 1:04:05 h |
| 2     | ESP  | Abraham Olano   | 1:04:17 h |
| 3     | GBR  | Chris Boardman  | 1:04:36 h |

### Mountainbike
Cross Country (47,7 km)
| Platz | Land | Athlet              | Zeit      |
| ----- | ---- | ------------------- | --------- |
| 1     | NED  | Bart Brentjens      | 2:17:38 h |
| 2     | SUI  | Thomas Frischknecht | 2:20:13 h |
| 3     | FRA  | Miguel Martinez     | 2:20:36 h |

30. Juli

## Frauen

### Bahn

#### Sprint
| Platz | Land | Athletin          |
| ----- | ---- | ----------------- |
| 1     | FRA  | Félicia Ballanger |
| 2     | AUS  | Michelle Ferris   |
| 3     | NED  | Ingrid Haringa    |

24. bis 27. Juli

#### 3000 m Einzelverfolgung
| Platz | Land | Athletin           | Zeit         |
| ----- | ---- | ------------------ | ------------ |
| 1     | ITA  | Antonella Bellutti | 3:33,595 min |
| 2     | FRA  | Marion Clignet     | 3:38,571 min |
| 3     | GER  | Judith Arndt       | 3:38,744 min |

25. bis 28. Juli

#### Punktefahren (26 km)
| Platz | Land | Athletin           | Punkte |
| ----- | ---- | ------------------ | ------ |
| 1     | FRA  | Nathalie Lancien   | 24     |
| 2     | NED  | Ingrid Haringa     | 23     |
| 3     | AUS  | Lucy Tyler-Sharman | 17     |

28. Juli

### Straße

#### Straßenrennen (104 km)
| Platz | Land | Athletin               | Zeit      |
| ----- | ---- | ---------------------- | --------- |
| 1     | FRA  | Jeannie Longo-Ciprelli | 2:36:13 h |
| 2     | ITA  | Imelda Chiappa         | 2:36:38 h |
| 3     | CAN  | Clara Hughes           | 2:36:44 h |

21. Juli

#### Einzelzeitfahren (26,1 km)
| Platz | Land | Athletin               | Zeit      |
| ----- | ---- | ---------------------- | --------- |
| 1     | RUS  | Sulfija Sabirowa       | 36:40 min |
| 2     | FRA  | Jeannie Longo-Ciprelli | 37:00 min |
| 3     | CAN  | Clara Hughes           | 37:13 min |

### Mountainbike
Cross Country (31,8 km)
| Platz | Land | Athletin       | Zeit      |
| ----- | ---- | -------------- | --------- |
| 1     | ITA  | Paola Pezzo    | 1:50:51 h |
| 2     | CAN  | Alison Sydor   | 1:51:58 h |
| 3     | USA  | Susan DeMattei | 1:52:36 h |

30. Juli